# Edmond Delfour

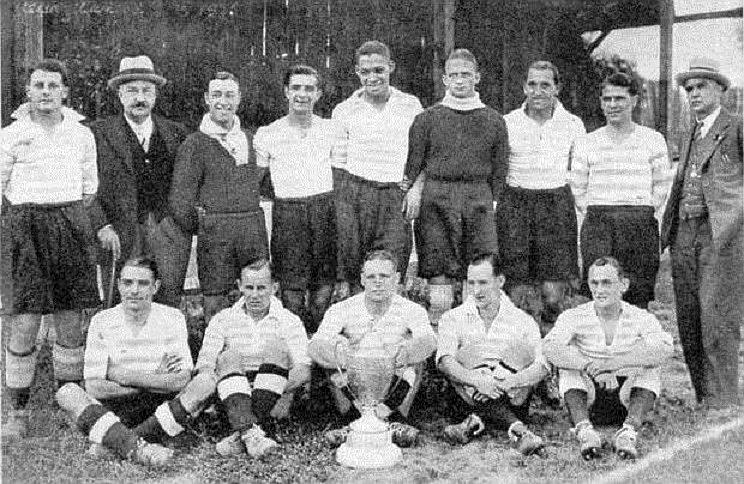
Mannschaft von RC Paris 1936 - Delfour hintere Reihe, zweiter von rechts

Edmond Delfour (* 1. November 1907 in Ris-Orangis im heutigen Département Essonne; † 21. Dezember 1990 auf Korsika) war ein französischer Fußballspieler und -trainer.

## Spieler

### Vereinskarriere
Der drahtige Halbstürmer Delfour kam im Sommer 1928 aus dem Pariser Umland zum Hauptstadtclub Stade Français, bei welchem der 20-Jährige bald darauf zum Stammspieler wurde. Bereits während seiner ersten Spielzeit bei Stade Français machte er das Auswahlkomitee des Fußballverbandes auf sich aufmerksam und gab sein Debüt als Nationalspieler (siehe unten). Im Jahr 1929 wechselte er zum Lokalrivalen Racing Club de France, bei dem er acht Jahre blieb. Dort wurde er 1932 – mit Einführung einer professionellen Liga – auch offiziell Berufsfußballer und gewann 1936 den Doublé (Landesmeister und Pokalsieger) in einer Mannschaft, die mit den beiden „Austro-Franzosen“ „Rodolphe“ Hiden und „Gusti“ Jordan, dem torgefährlichen Duo Veinante/Couard und dem Briten Frederick Kennedy weitere überragende Spieler in ihren Reihen hatte.
In den beiden Jahren vor Kriegsausbruch spielte er im Norden Frankreichs für den RC Roubaix; dort beendete er seine gut neun Jahre währende Nationalmannschaftskarriere, erlebte allerdings auch eine sportlich besonders dunkle Stunde: die Roubaisiens landeten am Ende der Saison 1938/39 auf dem letzten Tabellenplatz. Daraufhin wechselte Edmond Delfour in die Normandie zum FC Rouen, wo er während Krieg und deutscher Besetzung sechs erfolgreiche Jahre spielte. 1940 gewann er dort den Meistertitel der Nordgruppe der Liga, der allerdings ebenso wenig als offizieller Titel zählt wie die Kriegsmeisterschaft 1945, die der erneute Nord-Erste aus Rouen nach einem 4:0 über den Südsieger Lyon Olympique Universitaire feierte. 1941, 1942 und 1943 belegte Delfour mit diesem Klub zudem jeweils den zweiten Platz in der Gruppe Nord. Nach der Befreiung Frankreichs kehrte er dennoch nach Paris zurück und bestritt noch eine Saison in der Division 1 für Red Star Olympique. An deren Ende schaffte es seine Mannschaft im Pokal bis ins Finale. Dieses ging gegen Lille OSC verloren. Der inzwischen 39-jährige Delfour nahm am Endspiel nicht mehr teil.
Zu seinen besonderen Stärken gehörten Technik, Ballfertigkeit und eine außerordentliche Kondition, die es ihm ermöglichten, auf dem Spielfeld lange Wege zu gehen; Delfour scheute sich auch nicht davor, Gegenspieler zu umdribbeln, was zu seiner aktiven Zeit von den Trainern nicht mehr unbedingt gerne gesehen wurde. Außerhalb des Stadions wird er als Filou und Stimmungskanone beschrieben, was er während der damals noch relativ lang dauernden Reisen mit seinen Mannschaften häufig unter Beweis gestellt hat.

#### Stationen
- ES Viry-Châtillon
- Draveil
- ES Juvisy-sur-Orge
- Stade Français Paris (1928/29)
- RC Paris (1929–1937; bis 1932 Racing Club de France)
- RC Roubaix (1937–1939)
- FC Rouen (1939–1945; in der Spielzeit 1943/44 als Regionalauswahl Équipe Fédérale Rouen-Normandie)
- Red Star Olympique Paris (1945/46)

### Nationalmannschaft
Edmond Delfour bestritt zwischen Mai 1929 und Juni 1938 insgesamt 41 Spiele für die Équipe tricolore, davon drei in seiner Zeit bei Stade Français, 34 bei Racing Paris und vier für den RC Roubaix. In diesen Spielen gelangen ihm zwei Tore, und in zwölf Begegnungen war er zudem Mannschaftskapitän.
Zu den internationalen Höhepunkten zählen seine Teilnahmen an den ersten drei Weltmeisterschaften: bei den Turnieren in Uruguay, Italien und im eigenen Land bestritt Delfour sämtliche sechs Spiele der Nationalelf; er nahm auch an dem inoffiziellen Match teil, das die Franzosen am 1. August 1930, bevor sie nach Europa zurückkehrten, mit 2:3 gegen Brasilien verloren.
Mit seiner 41. Berufung, einer Heimniederlage gegen Italien, stellte er den bis dahin gültigen Nationalspielerrekord von Jules Dewaquez ein, konnte ihn aber nicht mehr überbieten. Im Juni 1937 wurde er für die Westeuropa-Auswahl aufgeboten, die in Amsterdam gegen die starke zentraleuropäische Elf mit ihren österreichischen, tschechischen und ungarischen Leistungsträgern allerdings 1:3 unterlag.

## Trainer
Später hat Delfour als Trainer gearbeitet und besaß insbesondere in Belgien einen guten Ruf; dort arbeitete er bei KAA Gent, Royale Union Saint-Gilloise, Cercle Brügge (1958–1962) und dem RFC Lüttich. In Frankreich war er für Stade Français (erstmals mindestens in der Saison 1952/53 und erneut nach 1963), Le Havre AC und zum Abschluss SEC Bastia tätig. Im März 1953 betreute er ein Team niederländischer Auslandsprofis, das zu einem Benefizspiel (dem sogenannten Watersnoodwedstrijd) zugunsten der Opfer der Hollandsturmflut auf die französische Nationalelf traf.
Nach 13 Trainerjahren ließ er sich dauerhaft auf Korsika nieder, wo er eine Zeit lang das Hotel seines Schwiegersohnes, des französischen Ex-Nationalkeepers Dominique Colonna, im Restonica-Tal führte. Einmal ließ er sich noch überreden, an die Seitenlinie zurückzukehren, als der dortige Amateurverein US Corte bei ihm anfragte.
Edmond Delfour starb 1990 im Alter von 83 Jahren.

## Palmarès als Spieler
- Französischer Meister: 1936 (RC Paris); inoffiziell: 1940 (Zone Nord) und 1945 (FC Rouen)
- Französischer Pokalsieger: 1936 (RC Paris)
- 41 Spiele und 2 Tore in der Équipe tricolore, dabei zwölfmal Spielführer
- WM-Teilnehmer 1930, 1934 und 1938